# Şabran Rayonu
Şabran Rayonu är ett distrikt i Azerbajdzjan. Det ligger i den nordöstra delen av landet, 120 km nordväst om huvudstaden Baku. Antalet invånare är 53 000. Arean är 1 090 kvadratkilometer.
Terrängen i Şabran Rayonu är varierad.
Följande samhällen finns i Şabran Rayonu:
- Divichibazar
- Uzunboyad
- Shakh-Nazarly
- Aygyunli
- Piramsin
- Pirəbədil
- Nizhniye Kushchi
- Dağ Bilici
- Sincan Boyat
- Çayqaraqaşlı
- Sokhbetli
- Qozbabalı
- Meliklyar
- Haçıqaraqaşlı
- Düz Bilici

Trakten runt Şabran Rayonu består till största delen av jordbruksmark. Runt Şabran Rayonu är det ganska glesbefolkat, med 47 invånare per kvadratkilometer.